# Ventilago africana
Ventilago africana là một loài thực vật có hoa trong họ Táo. Loài này được Exell miêu tả khoa học đầu tiên năm 1927.